# Vila Isabel
Vila Isabel est un quartier nord-Tijuca de Rio de Janeiro au Brésil créé le 3 janvier 1872.